# Éloi Anguimaté
 (décembre 2020).
Si vous disposez d'ouvrages ou d'articles de référence ou si vous connaissez des sites web de qualité traitant du thème abordé ici, merci de compléter l'article en donnant les références utiles à sa vérifiabilité et en les liant à la section « Notes et références ».
Élois Anguimaté (né en 1953) est un philosophe et homme politique centrafricain.

## Biographie
Élois Anguimaté est une personnalité publique centrafricaine né à Grimari le 20 avril 1953. Il est marié à Georgette Pulchérie Zounimbiat.
Après l'obtention de son Baccalauréat en série A4 à Bangui, Anguimaté se rend à Dakar où il obtient une maitrise de philosophie. C'est en France dans la ville de Dijon qu'il va parfaire ses études et où il obtiendra un DEA (Diplôme d'études approfondies) et un doctorat de 3e cycle en philosophie.
Il commence sa carrière professionnelle dans l'enseignement à l'université de Bangui et par la même entre en politique.
Homme politique centrafricain, il a occupé de hautes fonctions dans l'administration centrafricaine notamment Recteur de l'université de Bangui, Directeur Général du Service Autonome des Bourses et Stages (SABS). C'est en 1993 qu'il entre au gouvernement et travaille pour plusieurs ministères dont celui de l’Éducation nationale, les transports, la fonction publique (travail, emploi, sécurité sociale, formation professionnelle), etc. Il assure aussi l'intérim de plusieurs de ses collègues. Il est président de la Convention Nationale.
Il est candidat à l'élection présidentielle de 2010 en République centrafricaine face au président sortant François Bozizé.

### Carrière politique
Élois Anguimaté, qui est toujours maitre de conférence à l'Université de Bangui, a été :
- ministre de l’Éducation Nationale ;
- ministre des Transports et du Désenclavement ;
- ministre de la Fonction Publique, de l'Emploi, de la Sécurité Sociale et de la Formation Professionnelle ;
- ministre de l’Éducation Nationale et de la l'Enseignement Technique ;
- ministre par intérim :
  - ministre par intérim des Travaux Publics, de l'Urbanisme et des Édifices Publics 1996/1997,
  - ministre par intérim des Finances et du Budget,
  - ministre par intérim de la Santé Publique et de la Population,
  - ministre par intérim de l'Énergie, des Mines et de la Géologie,
  - ministre par intérim du Commerce, de l'industrie et des Petites et Moyennes Entreprises,
  - ministre par intérim de la Jeunesse et des Sports ;
- Chef de Cabinet du Ministre des Enseignements, de la Jeunesse et des Sports 1990/1992 ;
- Président de la Commission Nationale pour l'Unesco ;
- Vice-président de la Conférence des ministres de l’Éducation Nationale de l'Afrique.

## Distinctions honorifiques

### Titres nationaux
- Commandeur de l'ordre du Mérite centrafricain
- Officier dans l'Ordre des Palmes Académiques
- Chevalier dans l'Ordre des Palmes Académiques

### Titres étrangers
- Kentucky Colonel (États-Unis d'Amérique)
- Honorary Citizen of Louisville (États-Unis d'Amérique)
- Honorary Sheriff of Jefferson Country (États-Unis d'Amérique)
- International Visitor (États-Unis d'Amérique)
- Ambassadeur de la Paix

## Œuvres
- Élois Anguimaté, Difficile Sera le Parcours, Amalthée, 2007, 418 p. (ISBN 978-2-3502-7413-3)